# Bitva u Petrovic (1813)
Bitva u Petrovic se odehrála 17. září 1813 u obce Petrovice (německy Peterswalde) nedaleko Ústí nad Labem v severních Čechách jakožto součást německého napoleonského tažení. Jednalo se primárně o jezdeckou srážku polských husarů (na straně Francouzského císařství) s prusko-slezským husarským plukem v rámci dílčího ústupu koaličních sil. Po krátkém boji Poláci Prusy rozptýlili.

## Pozadí
O několik dní dříve využil rakouský generál Wittgenstein Napoleonovy nepřítomnosti na frontě, zahájil v Německu ofenzívu proti francouzským liniím a porazil maršála Neye v bitvě u Dennewitz. Napoleon, informovaný o této porážce, se okamžitě vrátil na bojiště a během série vítězných bitev donutil rakouské síly k ústupu. Okamžitě nařídil pronásledování ustupujících Rakušanů, kterého se mj. zúčastnil také 1. polský kopinický gardový pluk lehké jízdy a francouzský 4. pluk čestné stráže. Oba pluky posléze dne 17. září 1813 dostihly poblíž vesnice Petrovice, tedy již na území Rakouské monarchie, oddíl pruských jezdců a donutily je k boji.

## Přítomné síly
Poláci seřadili 1. a 2. eskadronu pluku pod velením velitele Séverina Fredra, ke kterým byla přiřazena četa 25 jezdců ze 4. pluku čestné stráže. Prusové zde disponovali silou 5 eskadron 1. slezského husarského pluku, kterým velel plukovník Friedrich von Blücher, syn polního maršála Gebharda Leberechta von Blüchera. Jízdu pak podporovala pěchota a dva kusy dělostřelectva.

## Průběh boje
Akce začala polsko-francouzským útokem na jeden z kopců obsazených pruskou jízdou, která útočníky rozhodně odrazila. Velitel jedné z polských eskadron Fredro se následně lstí přiblížil k nepřátelským liniím a poté vedl veškerou kavalérii, polskou i francouzskou, do útoku. Zatímco 1. eskadrona kapitána Jankowského zaútočila na nepřítele zepředu, 2 eskadrona pozice nepřítele objela a provedla útok z druhé strany. Obklíčení Prusové se rozprchli a zraněný plukovník Blücher byl zajat polským brigádním generálem Wojciechowakim.

## Výsledek
Střet byl rozhodným polsko-francouským vítězstvím. Poláci zajali asi dvacet Prusů, včetně plukovníka Blüchera.
Akce byla součástí pokusu o opětovný vpád Napoleona do Čech ve dnech 17. a 18. září, opět přes Chlumec, kde byla koncem srpna téhož roku svedena pro Francii neúspěšná bitva. Napoleon se 17. září usídlil v Nakléřově, odkud z věže místního kostela sv. Josefa pozoroval pokus svých sborů o proniknutí horským průsmykem. Ovšem díky odporu spojeneckých vojsk vedených generálem Karlem Filipem ze Schwarzenbergu, a kvůli rozbláceným horským cestám se mu nepodařilo sejít do údolí a rozvinout vojenské šiky. Proto francouzský císař vydal již 18. září 1813 rozkaz k ústupu. Tento den je tak i posledním, kdy noha slavného císaře spočinula na území Čech.
Boje ve východním Sasku pokračovaly až do poloviny října 1813, kdy byla napoleonská vojska poražena v bitvě u Lipska a byla donucena k ústupu.